# 울리히 베크

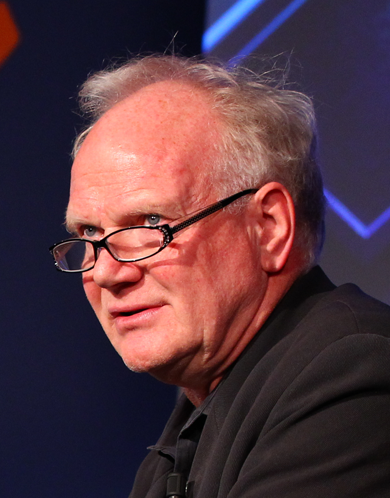
울리히 베크

울리히 베크(독일어: Ulrich Beck, 1944년 5월 15일 ~ 2015년 1월 1일)는 독일의 사회학자이다.

## 생애
독일 슈톨프(Stolp, 현재의 폴란드 스웁스크(Słupsk))에서 태어났다. 프라이부르크 대학교, 뮌헨 대학교에서 사회학·철학·정치학을 수학하였으며 뮌헨 대학교에서 사회학 박사 학위를 받았다. 이후 뮌스터 대학교와 밤베르크 대학교 교수를 거쳐서 뮌헨 대학교의 사회학연구소장을 맡았다. 독일 바이에른 및 작센 자유주 미래위원회 위원을 역임하기도 한 그는 미래위원회 위원 활동을 통해 자신의 시민노동 모델을 발전시키기 시작하면서 정치적으로 큰 인기를 끌기도 했다.
1986년 '위험사회'란 저서를 통해 서구를 중심으로 추구해온 산업화와 근대화 과정이 실제로는 가공스러운 '위험사회'를 낳는다고 주장하고, 현대사회의 위기화 경향을 비판하는 학설을 내놓아 학계의 주목을 받았다. 1990년대에 들어와서도 ‘성찰적 근대화’(1995) ‘정치의 재발견’(1996) ‘적이 사라진 민주주의’(1998) 등의 저작을 통해서 벡이 일관되게 추구해 온 작업은 근대성의 한계를 극복하고 새로운 근대 혹은 그가 말하는 ‘제2의 근대’로 나아가는 돌파구를 모색하는 것이었다. 그는 또한 최근 국가와 정치가 경제적 합리성을 주장하는 시장의 논리에 의해 무력화되고 있다면서 지구촌의 신자유주의 경향을 질타해왔다. 2015년 1월 1일 심근 경색으로 인해 향년 72세의 나이로 사망하였다.

## 저서
- 위험사회 - 1997
- 정치의 재발견 - 1998
- 사랑은 지독한 그러나 너무나 정상적인 혼란 - 1999
- 지구화의 길 - 2000
- 적이 사라진 민주주의 - 2000
- 위험에 처한 세계와 가족의 미래 - 2010
- 글로벌 위험사회 - 2010
- 세계화 시대의 권력과 대항권력 - 2011
- 경제 위기의 정치학 - 2013
- 자기만의 신 - 2013

## 같이 보기
- 세계 거버넌스